# Ô tác Denham
Ô tác Denham (danh pháp khoa học: Neotis denhami) là một loài chim trong họ Ô tác. Ô tác Denham sinh sống ở cận Sahara châu Phi, ở các mặt đất mở, bao gồm đất nông nghiệp, đồng bằng ngập lụt và fynbos bị cháy. Nó là loài định cư nhưng một số quần thể nội địa di chuyển đến vĩ độ thấp hơn vào mùa đông. 

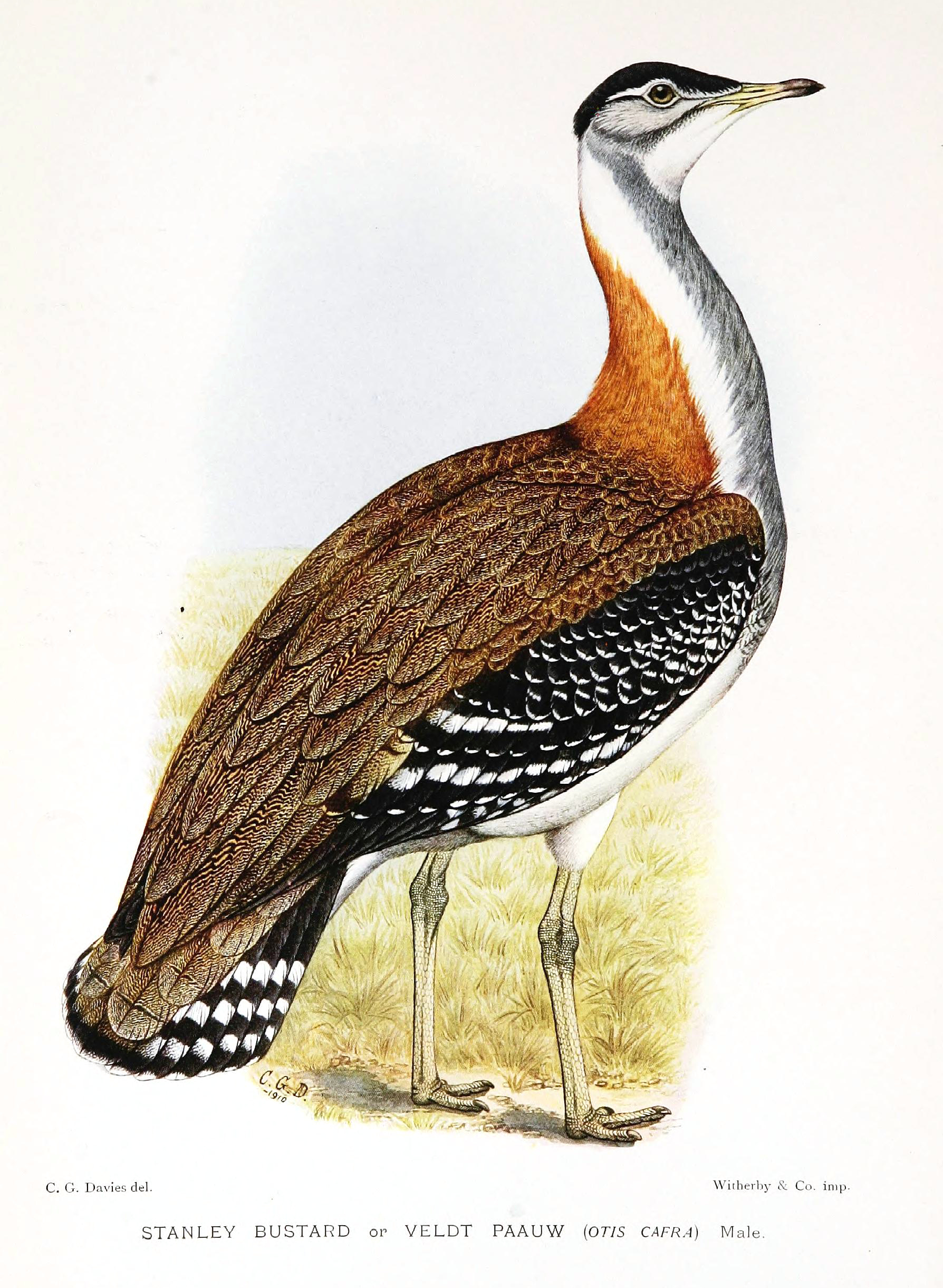

Chim trống nặng 9–10 kg còn con mái nặng 3–4 kg, con trống dài 100–116 cm còn con mái dài 80–87 cm. Lưng màu nâu, sẫm màu hơn và đồng màu hơn ở con trống, và các phần dưới có màu trắng. Cổ màu xám nhạt với gáy màu cam. Chỏm đầu màu xám của nó giáp với màu đen và một đường màu đen chạy qua mắt với một dòng trắng tạo thành một lông mày ở trên. Chân dài màu vàng nhạt. Cánh hoa văn nổi bật trong màu nâu, trắng và đen, con trống lúc bay trông trắng hơn con mái hoặc con non.